# Barbus manicensis
Barbus manicensis és una espècie de peix cipriniforme de la família dels ciprínids.

## Morfologia
Els mascles poden assolir els 15 cm de longitud total.

## Distribució geogràfica
Es troba al curs inferior del Zambezi a Moçambic.